# Jérôme Hesse
Jérôme Hesse, né à Paris en 1959, est un écrivain et journaliste français. 

## Biographie
Issu d'une famille intimement liée à l'écriture : le grammairien Sedillot, l'éditeur Jules Rouff, l'auteur de théâtre   Élie de Bassan, Jérôme Hesse écrit précocement et est remarqué dès l'âge de 19 ans par l'éditrice Françoise Verny. Il publie son premier ouvrage à 20 ans et reçoit le Prix Contre-point de la littérature française. Il est à ce jour auteur de neuf ouvrages : romans, essais, nouvelles et de deux pièces de théâtre inédites. Il a réalisé plusieurs entretiens avec des écrivains et personnalités.
Journaliste, Jérôme Hesse a participé à la création des premières radios locales. Il a travaillé plusieurs années dans l'édition.  
Dans la continuité de la tradition familiale d'engagement public de ses ascendants, les ministres et parlementaires André Hesse et Fernand Chapsal, il a été conseiller technique de Pierre Mauroy et Martine Aubry. 
Jérôme Hesse est chevalier des Arts et des Lettres.

## Ouvrages
- Surprenante Histoire d'un jeune homme de bonne famille, Grasset, 1979, Prix Contrepoint
- L'Absente, éditions Rupture, 1983
- Cher James, Olivier Orban, 1984
- Sir James, Olivier Orban, 1985
- Comment écrire et être édité, Alain Moreau, 1986
- La Personne qui a trouvé le bonheur est priée de me le rendre, Loris Talmart, 1989
- Le Roman des Européens, Presses Universitaires de Nancy, 1991
- La Fin du jour, Le Manuscrit, 2003
- À mes consœurs et confrères de l'Ancien Régime, Le Manuscrit, 2004
- A l'Aube j'entrai dans la clairière, Edilivre-Hachette 2025